# 영화 (동진)
영화(永和)는 중국 동진(東晉) 목제(穆帝)의 첫 번째 연호이다. 345년 1월에서 356년까지 12년 동안 사용하였다.
같은 시기에 사용된 다른 연호로는 성한(成漢)에서 사용한 태화(太和 : 344년 ~ 346년), 가녕(嘉寧 : 346년 ~ 347년), 전량(前凉)에서 사용한 건흥(建興 : 313년 ~ 361년), 화평(和平 : 354년 ~ 355년), 후조(後趙)에서 사용한 건무(建武 : 335년 ~ 348년), 태녕(太寧 : 349년), 청룡(靑龍 : 350년), 영녕(永寧 : 350년 ~ 351년), 전연(前燕)에서 사용한 원새(元璽 : 352년 ~ 357년), 전진(前秦)에서 사용한 황시(皇始 : 351년 ~ 355년), 수광(壽光 : 355년 ~ 357년), 대(代)에서 사용한 건국(建國 : 338년 ~ 376년), 염위(苒魏)에서 사용한 영흥(永興 : 350년 ~ 352년)이 있다.

## 개원
건원(建元) 3년 1월 4일(345년 2월 21일)에 연호를 영화(永和)로 개원함.

## 연대대조표
| 영화                | 원년                | 2년                 | 3년        | 4년        | 5년             | 6년                             | 7년             | 8년             | 9년        | 10년            |
| 서력                | 345년               | 346년               | 347년      | 348년      | 349년           | 350년                           | 351년           | 352년           | 353년      | 354년           |
| 육십간지 (六十干支) | 을사(乙巳)          | 병오(丙午)          | 정미(丁未) | 무신(戊申) | 기유(己酉)      | 경술(庚戌)                      | 신해(辛亥)      | 임자(壬子)      | 계축(癸丑) | 갑인(甲寅)      |
| 성한 (成漢)         | 태화(太和) 2년      | 3년 가녕(嘉寧) 원년 | 2년        | -          | -               | -                               | -               | -               | -          | -               |
| 전량 (前凉)         | 건흥(建興) 33년     | 34년                | 35년       | 36년       | 37년            | 38년                            | 39년            | 40년            | 41년       | 화평(和平) 원년 |
| 후조 (後趙)         | 건무(建武) 11년     | 12년                | 13년       | 14년       | 태녕(太寧) 원년 | 청룡(靑龍) 원년 영녕(永寧) 원년 | 2년             | -               | -          | -               |
| 전연 (前燕)         | -                   | -                   | -          | -          | -               | -                               | -               | 원새(元璽) 원년 | 2년        | 3년             |
| 전진 (前秦)         | -                   | -                   | -          | -          | -               | -                               | 황시(皇始) 원년 | 2년             | 3년        | 4년             |
| 대 (代)             | 건국(建國) 8년      | 9년                 | 10년       | 11년       | 12년            | 13년                            | 14년            | 15년            | 16년       | 17년            |
| 염위 (苒魏)         | -                   | -                   | -          | -          | -               | 영흥(永興) 원년                 | 2년             | 3년             | -          | -               |
| 영화                | 11년                | 12년                |            |            |                 |                                 |                 |                 |            |                 |
| 서력                | 355년               | 356년               |            |            |                 |                                 |                 |                 |            |                 |
| 육십간지 (六十干支) | 을묘(乙卯)          | 병진(丙辰)          |            |            |                 |                                 |                 |                 |            |                 |
| 전량 (前凉)         | 2년 건흥(建興) 43년 | 44년                |            |            |                 |                                 |                 |                 |            |                 |
| 전연 (前燕)         | 4년                 | 5년                 |            |            |                 |                                 |                 |                 |            |                 |
| 전진 (前秦)         | 5년 수광(壽光) 원년 | 2년                 |            |            |                 |                                 |                 |                 |            |                 |
| 대 (代)             | 18년                | 19년                |            |            |                 |                                 |                 |                 |            |                 |

## 삭일(1일)
| 영화 원년 (345년) | 1월             | 2월             | 3월             | 4월             | 5월             | 6월             | 7월             | 8월             | 9월             | 10월            | 11월            | 12월            |                 |
| ----------------- | --------------- | --------------- | --------------- | --------------- | --------------- | --------------- | --------------- | --------------- | --------------- | --------------- | --------------- | --------------- | --------------- |
| 삭일(음력)        | 신미일 (辛未日) | 신축일 (辛丑日) | 경오일 (庚午日) | 경자일 (庚子日) | 기사일 (己巳日) | 기해일 (己亥日) | 무진일 (戊辰日) | 무술일 (戊戌日) | 무진일 (戊辰日) | 정유일 (丁酉日) | 정묘일 (丁卯日) | 병신일 (丙申日) |                 |
| 율리우스력        | 345년 2월 18일  | 3월 20일        | 4월 18일        | 5월 18일        | 6월 16일        | 7월 16일        | 8월 14일        | 9월 13일        | 10월 13일       | 11월 11일       | 12월 11일       | 346년 1월 9일   |                 |
| 영화 2년 (346년)  | 1월             | 2월             | 3월             | 4월             | 5월             | 6월             | 7월             | 8월             | 9월             | 10월            | 11월            | 12월            |                 |
| 삭일(음력)        | 병인일 (丙寅日) | 을미일 (乙未日) | 을축일 (乙丑日) | 갑오일 (甲午日) | 갑자일 (甲子日) | 계사일 (癸巳日) | 계해일 (癸亥日) | 임진일 (壬辰日) | 임술일 (壬戌日) | 신묘일 (辛卯日) | 신유일 (辛酉日) | 신묘일 (辛卯日) |                 |
| 율리우스력        | 346년 2월 8일   | 3월 9일         | 4월 8일         | 5월 7일         | 6월 6일         | 7월 5일         | 8월 4일         | 9월 2일         | 10월 2일        | 10월 31일       | 11월 30일       | 12월 30일       |                 |
| 영화 3년 (347년)  | 1월             | 2월             | 3월             | 4월             | 5월             | 윤5월           | 6월             | 7월             | 8월             | 9월             | 10월            | 11월            | 12월            |
| 삭일(음력)        | 경신일 (庚申日) | 경인일 (庚寅日) | 기미일 (己未日) | 기축일 (己丑日) | 무오일 (戊午日) | 무자일 (戊子日) | 정사일 (丁巳日) | 정해일 (丁亥日) | 병진일 (丙辰日) | 병술일 (丙戌日) | 을묘일 (乙卯日) | 을유일 (乙酉日) | 갑인일 (甲寅日) |
| 율리우스력        | 347년 1월 28일  | 2월 27일        | 3월 28일        | 4월 27일        | 5월 26일        | 6월 25일        | 7월 24일        | 8월 23일        | 9월 21일        | 10월 21일       | 11월 19일       | 12월 19일       | 348년 1월 17일  |
| 영화 4년 (348년)  | 1월             | 2월             | 3월             | 4월             | 5월             | 6월             | 7월             | 8월             | 9월             | 10월            | 11월            | 12월            |                 |
| 삭일(음력)        | 갑신일 (甲申日) | 계축일 (癸丑日) | 계미일 (癸未日) | 계축일 (癸丑日) | 임오일 (壬午日) | 임자일 (壬子日) | 신사일 (辛巳日) | 신해일 (辛亥日) | 경진일 (庚辰日) | 경술일 (庚戌日) | 기묘일 (己卯日) | 기유일 (己酉日) |                 |
| 율리우스력        | 348년 2월 16일  | 3월 16일        | 4월 15일        | 5월 15일        | 6월 13일        | 7월 13일        | 8월 11일        | 9월 10일        | 10월 9일        | 11월 8일        | 12월 7일        | 349년 1월 6일   |                 |
| 영화 5년 (349년)  | 1월             | 2월             | 3월             | 4월             | 5월             | 6월             | 7월             | 8월             | 9월             | 10월            | 11월            | 12월            |                 |
| 삭일(음력)        | 무인일 (戊寅日) | 무신일 (戊申日) | 정축일 (丁丑日) | 정미일 (丁未日) | 병자일 (丙子日) | 병오일 (丙午日) | 을해일 (乙亥日) | 을사일 (乙巳日) | 을해일 (乙亥日) | 갑진일 (甲辰日) | 갑술일 (甲戌日) | 계묘일 (癸卯日) |                 |
| 율리우스력        | 349년 2월 4일   | 3월 6일         | 4월 4일         | 5월 4일         | 6월 2일         | 7월 2일         | 7월 31일        | 8월 30일        | 9월 29일        | 10월 28일       | 11월 27일       | 12월 26일       |                 |
| 영화 6년 (350년)  | 1월             | 2월             | 윤2월           | 3월             | 4월             | 5월             | 6월             | 7월             | 8월             | 9월             | 10월            | 11월            | 12월            |
| 삭일(음력)        | 계유일 (癸酉日) | 임인일 (壬寅日) | 임신일 (壬申日) | 신축일 (辛丑日) | 신미일 (辛未日) | 경자일 (庚子日) | 경오일 (庚午日) | 기해일 (己亥日) | 기사일 (己巳日) | 무술일 (戊戌日) | 무진일 (戊辰日) | 무술일 (戊戌日) | 정묘일 (丁卯日) |
| 율리우스력        | 350년 1월 25일  | 2월 23일        | 3월 25일        | 4월 23일        | 5월 23일        | 6월 21일        | 7월 21일        | 8월 19일        | 9월 18일        | 10월 17일       | 11월 16일       | 12월 16일       | 351년 1월 14일  |
| 영화 7년 (351년)  | 1월             | 2월             | 3월             | 4월             | 5월             | 6월             | 7월             | 8월             | 9월             | 10월            | 11월            | 12월            |                 |
| 삭일(음력)        | 정유일 (丁酉日) | 병인일 (丙寅日) | 병신일 (丙申日) | 을축일 (乙丑日) | 을미일 (乙未日) | 갑자일 (甲子日) | 갑오일 (甲午日) | 계해일 (癸亥日) | 계사일 (癸巳日) | 임술일 (壬戌日) | 임진일 (壬辰日) | 신유일 (辛酉日) |                 |
| 율리우스력        | 351년 2월 13일  | 3월 14일        | 4월 13일        | 5월 12일        | 6월 11일        | 7월 10일        | 8월 9일         | 9월 7일         | 10월 7일        | 11월 5일        | 12월 5일        | 352년 1월 3일   |                 |
| 영화 8년 (352년)  | 1월             | 2월             | 3월             | 4월             | 5월             | 6월             | 7월             | 8월             | 9월             | 10월            | 윤10월          | 11월            | 12월            |
| 삭일(음력)        | 신묘일 (辛卯日) | 경신일 (庚申日) | 경인일 (庚寅日) | 경신일 (庚申日) | 기축일 (己丑日) | 기미일 (己未日) | 무자일 (戊子日) | 무오일 (戊午日) | 정해일 (丁亥日) | 정사일 (丁巳日) | 병술일 (丙戌日) | 병진일 (丙辰日) | 을유일 (乙酉日) |
| 율리우스력        | 352년 2월 2일   | 3월 2일         | 4월 1일         | 5월 1일         | 5월 30일        | 6월 29일        | 7월 28일        | 8월 27일        | 9월 25일        | 10월 25일       | 11월 23일       | 12월 23일       | 353년 1월 21일  |
| 영화 9년 (353년)  | 1월             | 2월             | 3월             | 4월             | 5월             | 6월             | 7월             | 8월             | 9월             | 10월            | 11월            | 12월            |                 |
| 삭일(음력)        | 을묘일 (乙卯日) | 갑신일 (甲申日) | 갑인일 (甲寅日) | 계미일 (癸未日) | 계축일 (癸丑日) | 임오일 (壬午日) | 임자일 (壬子日) | 임오일 (壬午日) | 신해일 (辛亥日) | 신사일 (辛巳日) | 경술일 (庚戌日) | 경진일 (庚辰日) |                 |
| 율리우스력        | 353년 2월 20일  | 3월 21일        | 4월 20일        | 5월 19일        | 6월 18일        | 7월 17일        | 8월 16일        | 9월 15일        | 10월 14일       | 11월 13일       | 12월 12일       | 354년 1월 11일  |                 |
| 영화 10년 (354년) | 1월             | 2월             | 3월             | 4월             | 5월             | 6월             | 7월             | 8월             | 9월             | 10월            | 11월            | 12월            |                 |
| 삭일(음력)        | 기유일 (己酉日) | 기묘일 (己卯日) | 무신일 (戊申日) | 무인일 (戊寅日) | 정미일 (丁未日) | 정축일 (丁丑日) | 병오일 (丙午日) | 병자일 (丙子日) | 을사일 (乙巳日) | 을해일 (乙亥日) | 을사일 (乙巳日) | 갑술일 (甲戌日) |                 |
| 율리우스력        | 354년 2월 9일   | 3월 11일        | 4월 9일         | 5월 9일         | 6월 7일         | 7월 7일         | 8월 5일         | 9월 4일         | 10월 3일        | 11월 2일        | 12월 2일        | 12월 31일       |                 |

| 영화 11년 (355년) | 1월             | 2월             | 3월             | 4월             | 5월             | 6월             | 윤6월           | 7월             | 8월             | 9월             | 10월            | 11월            | 12월            |
| ----------------- | --------------- | --------------- | --------------- | --------------- | --------------- | --------------- | --------------- | --------------- | --------------- | --------------- | --------------- | --------------- | --------------- |
| 삭일(음력)        | 갑진일 (甲辰日) | 계유일 (癸酉日) | 계묘일 (癸卯日) | 임신일 (壬申日) | 임인일 (壬寅日) | 신미일 (辛未日) | 신축일 (辛丑日) | 경오일 (庚午日) | 경자일 (庚子日) | 기사일 (己巳日) | 기해일 (己亥日) | 무진일 (戊辰日) | 무술일 (戊戌日) |
| 율리우스력        | 355년 1월 30일  | 2월 28일        | 3월 30일        | 4월 28일        | 5월 28일        | 6월 26일        | 7월 26일        | 8월 24일        | 9월 23일        | 10월 22일       | 11월 21일       | 12월 20일       | 356년 1월 19일  |
| 영화 12년 (356년) | 1월             | 2월             | 3월             | 4월             | 5월             | 6월             | 7월             | 8월             | 9월             | 10월            | 11월            | 12월            |                 |
| 삭일(음력)        | 정묘일 (丁卯日) | 정유일 (丁酉日) | 정묘일 (丁卯日) | 병신일 (丙申日) | 병인일 (丙寅日) | 을미일 (乙未日) | 을축일 (乙丑日) | 갑오일 (甲午日) | 갑자일 (甲子日) | 계사일 (癸巳日) | 계해일 (癸亥日) | 임진일 (壬辰日) |                 |
| 율리우스력        | 356년 2월 17일  | 3월 18일        | 4월 17일        | 5월 16일        | 6월 15일        | 7월 14일        | 8월 13일        | 9월 11일        | 10월 11일       | 11월 9일        | 12월 9일        | 357년 1월 7일   |                 |

## 같이 보기
- 다른 왕조의 같은 연호
  - 후한(後漢) 영화(136년 ~ 141년)
  - 후진(後秦) 영화(416년 ~ 417년)
  - 북량(北凉) 영화(433년 ~ 439년)
  - 민(閩) 영화(935년)

- 중국의 연호